# مامو (مقاطعة دلفان)
مامو (بالفارسية: مامو) هي مستوطنة تقع في قسم كاكاوند الغربي الريفي (مقاطعة دلفان) في إيران. يقدر عدد سكانها بـ 72 نسمة .